# Juvêncio de Brito
Dom Juvêncio de Brito (Canindé de São Francisco, 2 de agosto de 1886 — Recife, 31 de janeiro de 1954), foi um bispo católico brasileiro das dioceses de Caetité e de Garanhuns.

## Biografia
Nasceu na então freguesia de Porto da Folha, filho do Coronel Antônio Porfírio de Brito e D. Maria José de Brito. Fez os primeiros estudos em sua cidade natal, transferindo-se em seguida para o seminário de Alagoas, onde ficou por um ano, em curso preparatório, indo então para o seminário de Olinda. A 20 de novembro de 1910 recebeu a ordenação presbiteral pelo bispo daquela cidade pernambucana, Dom Raimundo de Brito, celebrando sua primeira missa no dia 21 do mesmo mês.
Nomeado coadjutor de Estância, ali permaneceu até 1912, quando tornou-se vigário de Vila Nova. A 5 de junho de 1914 foi nomeado cônego efetivo e segundo diácono do Cabido Diocesano. Professor e em seguida diretor do Seminário Episcopal de Aracaju, cargo que deixou em 1916m quando foi nomeado Secretário Geral do Bispado e diretor das Associações Católicas. No ano seguinte foi nomeado Monsenhor Camareiro de Honra, e nomeado vigário de Propriá, onde permaneceu por quase uma década, até sua nomeação para o bispado de Caetité.

## Bispado de Caetité
Nomeado bispo de Caetité em 23 de dezembro de 1926, recebeu a ordenação episcopal no dia 12 de junho de 1927, das mãos de Dom Antônio dos Santos Cabral, sendo concelebrante Dom José Thomas Gomes da Silva e Dom Jonas de Araújo Batinga.
Tomou posse a 26 de julho de 1927. Dentre suas realizações à frente da Diocese Caetiteense conta-se a instalação do Colégio do Santíssimo Sacramento, internato de freiras, que funcionou de 1930 a 1952, bem como a construção da Catedral, em substituição ao antigo templo e a realização do I Congresso Eucarístico, em 1945, sendo transferido para Garanhuns no ano seguinte.

## Ordenações episcopais
Dom Juvêncio foi concelebrante da ordenação episcopal de:
- Dom Adalberto Accioli Sobral
- Dom Mário de Miranda Vilas-Boas
- Dom Anselmo Pietrulla
- Dom Adelmo Cavalcante Machado
- Dom João de Souza Lima

## Episcopado
- 12 de junho de 1927 - Bispo da diocese de Caetité
- 15 de dezembro de 1945 - Bispo da diocese de Garanhuns